# M-300
La M-300 es una carretera de la Red Principal de la Comunidad de Madrid. Con una longitud de 32,49 km, une las autovías A-3 en Arganda del Rey y la A-2 a la altura de Alcalá de Henares. Su función principal es descongestionar ambas autovías, enlazándolas a través de una carretera, para que su tránsito sea mucho más fluido.

## Historia
Esta carretera formaba parte del Plan General de Obras Públicas, comúnmente denominado Plan Peña. Esta carretera no tenía el orden de carretera nacional, sino de carretera comarcal. Esta carretera tenía el distintivo de color verde, cuya denominación era C-300. El trazado actual no es el mismo, esta carretera tenía el recorrido siguiente: empezaba en la ciudad de Alcalá de Henares, pasaba por la población de Arganda del Rey y continuaba hasta finalizar en Chinchón, para luego enlazar con otra carretera comarcal. Hoy en día se puede ver un indicador en Arganda donde la señalización es de C-300 y abajo las poblaciones de Alcalá de Henares y Loeches.
Ya a partir de finales de los años 80 y principios de los 90, se cambió el itinerario para comunicarse con la N-3, atravesando el barrio de La Poveda del municipio de Arganda del Rey.
En los últimos años se han llevado a cabo diversas mejoras en cuestión de seguridad y comodidad.

## Recorrido
Localidades que atraviesa
- Arganda del Rey
- Loeches
- Torres de la Alameda
- Alcalá de Henares

Enlaces

### Arganda del Rey
- E-901   A-3
- M-506
- M-208
- M-209
- R-3  (Solamente dirección Madrid)

### Loeches
- M-219
- M-217
- M-206
- M-225

### Torres de la Alameda
- M-224
- M-204
- M-213

### Alcalá de Henares
- E-90   A-2

## Desdoblamiento
La M-300 se está desdoblando en algunos tramos como en Alcalá de Henares, dado que el tráfico que pasa por la localidad es un tráfico muy pesado y también un tráfico elevado de automóviles, también se está actuando en la mejora del asfalto y de la seguridad de la zona.
Según algunos proyectos esta carretera se ve involucrada en desdobles de vía, para una nueva y futura circunvalación de Madrid llamada M-60, que aún está en proceso de construcción. Los tramos que comprenderían desde el municipio de Torres de la Alameda donde se sitúa la M-224, hasta el enlace con la A-3 y la M-506 en el municipio de Arganda del Rey. Con este desdoblamiento la fluidez del tráfico, ya que el tráfico que circula básicamente es de tráfico pesado y al mismo tiempo se mejoraría también la seguridad en algunos tramos dado que existen curvas muy cerradas y muy peligrosas. 
Se está estudiando un proyecto de hacer una variante en la localidad de Arganda del Rey ya que esta carretera pasa por el barrio de La Poveda haciendo una travesía por este barrio. De momento no se ha producido ningún movimiento de obras en la zona, aunque se han hecho diferentes estudios para hacerla. 
También se han instalado semáforos en los cruces más peligrosos y unas pequeñas vías de servicio para entrar a algunos polígonos industriales que atraviesan la zona.

## Tráfico
El tráfico promedio registrado en 2011 se detalla en la tabla adjunta, con las cifras de vehículos diarios por cada tramo:
| KM     | Intensidad media diaria | % Vehículos pesados | Ubicación del P.K. de medición                               |
| ------ | ----------------------- | ------------------- | ------------------------------------------------------------ |
| 4,560  | 10.104                  | 13,27               | Entre las intersecciones con M-208 y M-209                   |
| 8,380  | 6.719                   | 17,00               | Entre Loeches y al intersección con M-209                    |
| 14,880 | 7.583                   | 12,00               | Entre Loeches y la intersección con M-225                    |
| 22,200 | 8.002                   | 8,11                | Entre las intersecciones con M-220 y M-224                   |
| 23,080 | 24.708                  | 7,70                | Entre Alcalá de Henares y la intersección con M-213 (Gurugú) |
| 25,950 | 16.825                  | 7,91                | Variante de Alcalá de Henares                                |
| 30,010 | 37.392                  | 8,65                | Entre A-2 y la variante de Alcalá de Henares                 |